# Phainoptila melanoxantha
Phainoptila melanoxantha é uma espécie de ave da família Bombycillidae. É a única espécie do género Phainoptila.
Pode ser encontrada nos seguintes países: Costa Rica e Panamá.
Os seus habitats naturais são: regiões subtropicais ou tropicais húmidas de alta altitude.

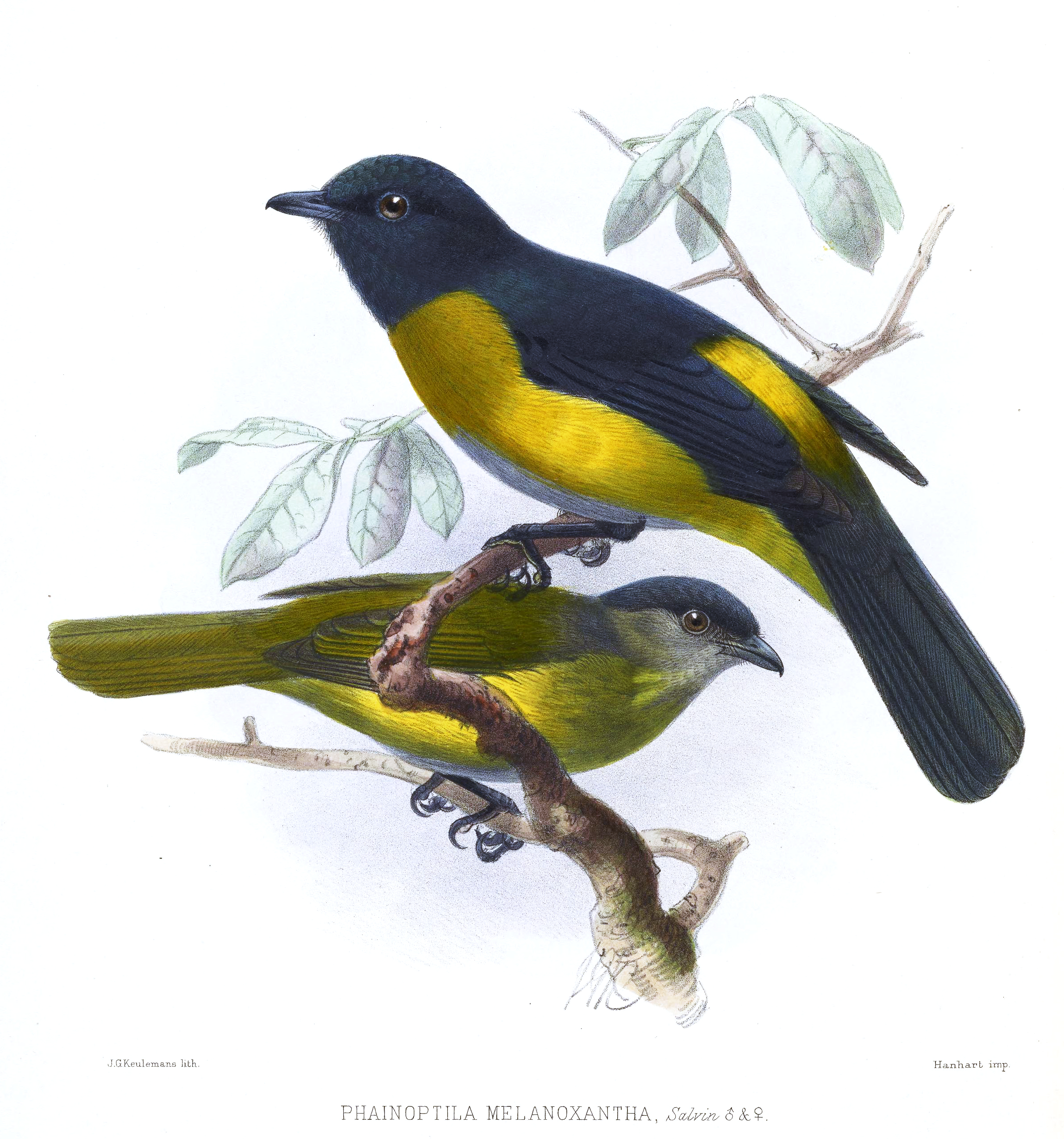